# اچ‌ام‌اس آخرون (۱۹۱۱)
اچ‌ام‌اس آخرون (۱۹۱۱) (به انگلیسی: HMS Acheron (1911)) یک کشتی بود که طول آن ۷۷ متر (۲۵۳ فوت) بود. این کشتی در سال ۱۹۱۱ ساخته شد.